# جهاد عماد مغنية
جهاد عماد مغنية (2 مايو 1991 – 18 يناير 2015) كان قيادياً في حزب الله اللبناني وابن عماد مغنية من كبار القادة العسكريين للحزب وابن شقيقة القائد العسكري السابق مصطفى بدر الدين. قُتل مع خمسة رفاق له من بينهم القيادي في الحزب في غارة إسرائيلية على موكب لهم في القنيطرة في يناير 2015.

## الحياة
ولد جهاد في 2 مايو 1991 في مدينة طير دبا بلبنان، وهو الابن الأصغر لعماد مغنية من زواجه الأول من شقيقة مصطفى بدر الدين. لديه 3 أخوات و4 إخوة: فاطمة، إسراء، زهراء، مصطفي، حسن، حسين، فؤاد.جهاد عماد مغنية هو العضو الرابع من عائلة مغنية الذي يقتل على يد إسرائيل.
كان أبوه عماد فايز مغنية من كبار قادة حزب الله، أغتيل في الثاني عشر من فبراير عام 2008 في حادث تفجير سيارة في حي كفرسوسة في دمشق.[بحاجة لمصدر أفضل] قُتل اثنان من أعمامه على يد الإسرائيليين وهما فؤاد الذي قتل في متفجرة إسرائيلية في الرويس العام 1992، وجهاد الذي قتل في القصف على الضاحية العام 1984. كما قُتل خاله مصطفى بدر الدين في سوريا في 13 مايو عام 2016 في انفجار نجم عن قصف مدفعي قامت به الجماعات المسلحة المعارضة للحکومة السورية.

### نشاطه الجامعي
واصل تعليمه في فرع الإدارة في الجامعة اللبنانية الأمريكية (LAU) في بيروت. عمِلَ طوال ثلاثة أعوام مندوباً للتّعبئة التربوية في الجامعة.

### أول ظهور علني
لم يرغب جهاد في إعلان كونه ابن القيادي في حزب الله عماد فايز مغنية حتى لأصدقائه في المدرسة، إذن سجّل أوّل ظهور علني له كابن عماد مغنية في الحفل الّذي أقامه حزب الله لتأبين والده في شباط عام 2008 حينَ ألقى كلمة بايع فيها حسن نصر الله الأمين العام لحزب الله. تواصل بعد ذلك حضوره في المناسبات والأنشطة التي كانت تقام في البلدة.

## مقتله
قتل مغنية مع خمسة رفاق له، من بينهم القيادي في الحزب محمد أحمد عيسى «أبو عيسى»، في غارة إسرائيلية على موكب لهم في القنيطرة في يناير 2015. ورد حزب الله بعد عشرة أيام بعمليّة في مزارع شبعا اللبنانيّة أدت إلى مقتل جنديين من قوات الاحتلال.

## مراسم تشييع
شارك في مراسم تشييع جثمانه الکثير من الناس وجماهير المقاومة الإسلامية من مختلف المناطق اللبنانية يتقدمهم قيادات من حزب الله وشخصيات سياسية وحزبية. أقيمت المراسم في بيروت وانطلق موكب التشييع من أمام قاعة الحوراء في الغبيري إلى روضة الشهيدين، حيث أمّ رئيس المجلس السياسي في حزب الله إبراهيم أمين السيد الصلاة على جثمانه. وتردّدت صرخات «الموت لأمريكا، والموت لإسرائيل» وحُمل نعش جهاد مغنية على أكتاف اخوته وسط صيحات التكبير. حضرت وفود سياسية وحزبية منذ الصباح الباكر لتقديم التهاني والتبريكات لقيادة حزب الله وعائلة مغنية بما يسمّونه استشهاد ولدهم في قاعة الحوراء زينب في الغبيري. وأخيرا دفن جثمان جهاد مغنية إلى جانب والده القائد الراحل لحزب الله عماد فايز مغنية وأخوة السلاح في روضة الشهيدين ببيروت.[بحاجة لمصدر أفضل]

## زيارة قاسم سليماني لقبره
قام قاسم سليماني، قائد فيلق القدس الإيراني التابع لحرس الثورة الإسلامية، بزيارة الضاحية الجنوبية لبيروت، خصيصا لزيارة ضريح جهاد عماد مغنية، وزار ضريح جهاد عماد مغنية في روضة الشهيدين ببيروت حيث قرأ القرآن ترحما عليه. وجاءت زيارة سليماني لضريح جهاد مغنية عقب هجوم القنيطرة بـ 48 ساعة، وتمت الزيارة لساعات معدودة أقل من 24 ساعة التقى خلالها الأمين العام لحزب الله السيد حسن نصرالله لتقديم العزاء له.

## تأبينه
في يناير 2015 أقيمت له عقب اغتياله مراسم تأبينية في العاصمة الإيرانية طهران بمشاركة وفود إيرانية ولبنانية وسورية وفلسطينية، كان من بين المشاركين عبد الله صفي الدين رئيس مكتب حزب الله في طهران، وناصر أبو شريف ممثل حركة الجهاد الإسلامي في إيران، وغيرهم العديد.

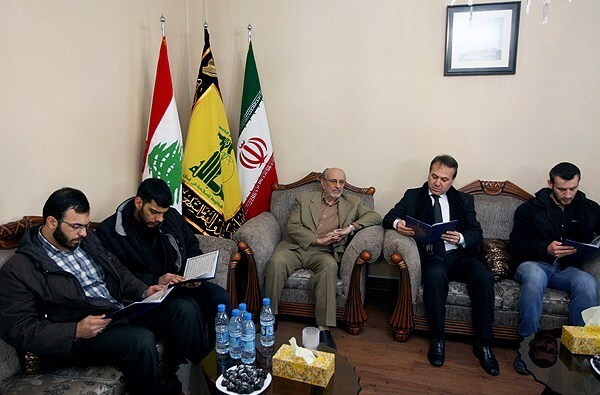
جانب من حفل التأبين، طهران، يناير 2015.